# St. Leonhard (Kirchheim)
Die römisch-katholische Kapelle St. Leonhard steht unter Denkmalschutz und befindet sich in Kirchheim in Schwaben, im Landkreis Unterallgäu, Bayern.

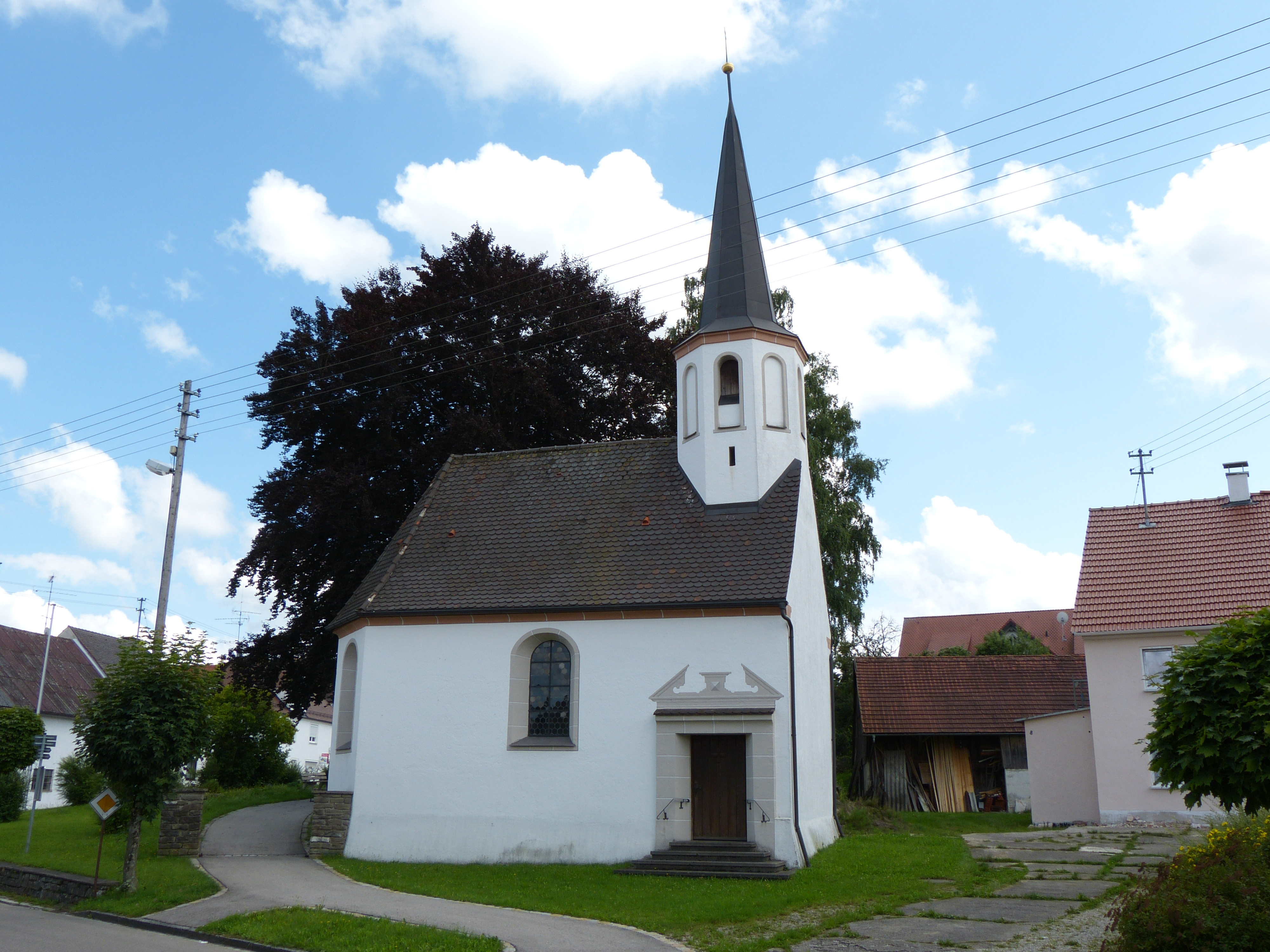
St. Leonhard, Kirchheim in Schwaben

## Geschichte
Die im 15. Jahrhundert mit dem umgebenden und 1932 aufgelassenen Friedhof errichtete Kapelle wurde erstmals 1537 erwähnt. Dieser Vorgängerbau ist nicht mehr vorhanden. Das bestehende Kirchengebäude ist ein Bau des frühen 17. Jahrhunderts. Bei dessen Errichtung wurde vermutlich die älteren Umfassungsmauern wiederverwendet. Maurermeister Johann Hennevogel erhielt 1717 für eine Kapellenreparatur 115 fl. Weitere Renovierungen fanden in den Jahren 1880 und um 1955 statt.

## Baubeschreibung

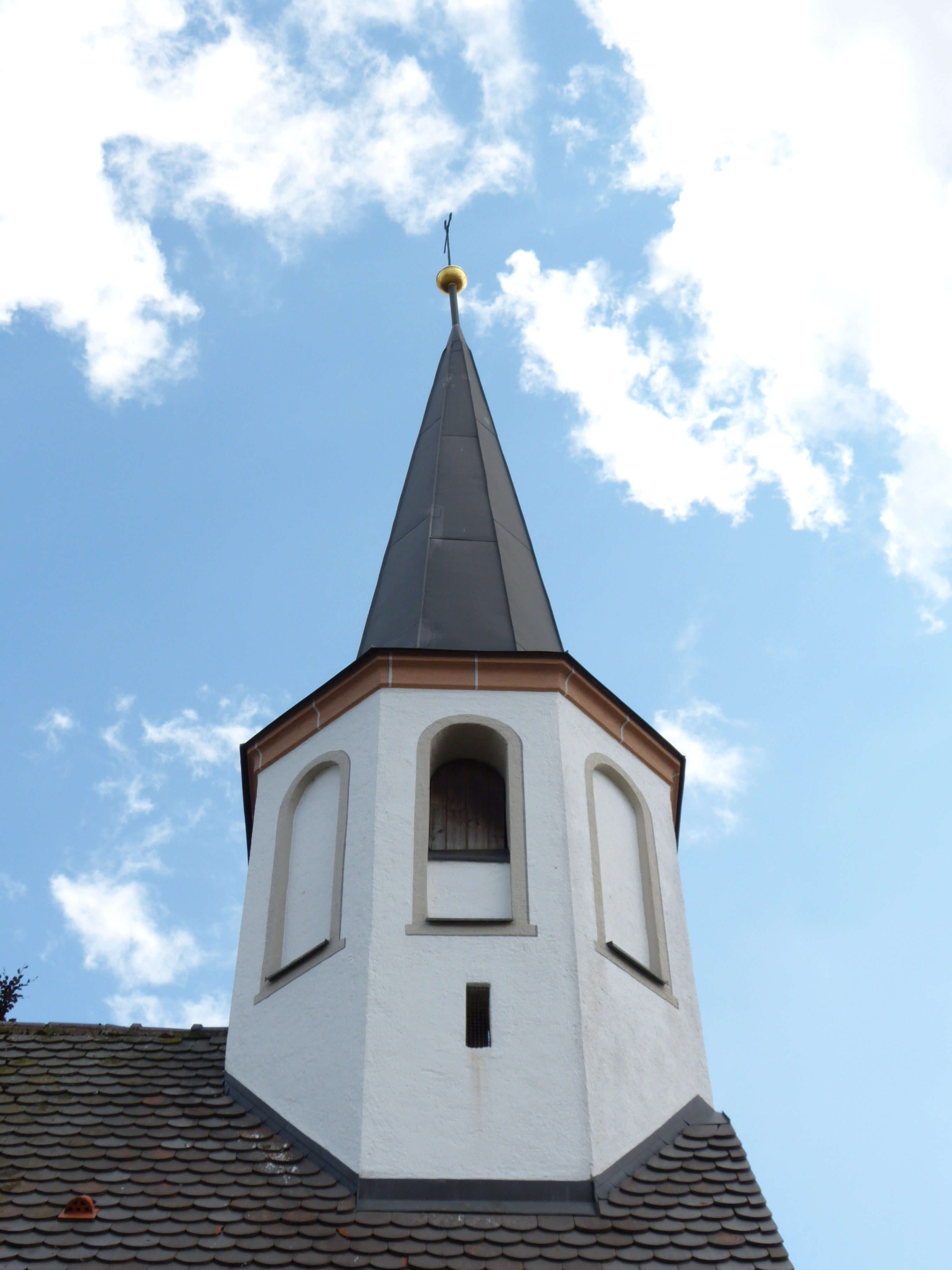
Dachreiter von St. Leonhard

Das Kirchengebäude ist ein schlichter mit einer Flachdecke versehener Bau mit dreiseitigem Schluss. Rundbogenfenster finden sich jeweils in den Schrägachsen des Schlusses. Die Holzempore an der Westseite stammt aus dem 19. Jahrhundert. Der Zugang zur Kapelle erfolgt durch eine Rechtecktür in der Nordwand, diese ist außen von einem neueren Wandvorsprung umgeben. Ein achteckiger Dachreiter ist oberhalb des Westgiebels angebracht. In seinem Aufbau enthält er Rundbogenblenden bzw. Rundbogenöffnungen. Gedeckt ist der Dachreiter mit einem Spitzhelm aus Blech.

## Innenausstattung
Der marmorierte aus Holz gefertigte Altar aus der Zeit um 1720/1730 besteht aus einem zweisäuligen Aufbau und enthält ein rundbogig geschlossenes Gemälde mit der Darstellung des heiligen Leonhard. Daneben befinden sich Statuetten der heiligen Ludwig Bertrand und von Thomas von Aquin. Ein ovales Bildnis der Auferstehung Christi ist im Altarauszug eingesetzt. An einem zweisäuligen Gehäuse vor der Predella befindet sich ein Herz Jesu. Die aus Blei gefertigte Ewiglichtampel mit Engelsköpfen stammt aus dem 18. Jahrhundert.
Zwei gefasste Holzfiguren sind im Inneren der Kapelle aufgestellt. Dies ist ein nahezu lebensgroßes Kruzifix aus dem zweiten Viertel des 18. Jahrhunderts. Dieses dürfte sich ehemals auf dem Friedhof befunden haben und wurde von Bildhauer Marquard Schwegler gefertigt und von Johann Georg Gressle gefasst. Aus dem ersten Viertel des 18. Jahrhunderts stammt die Holzfigur des heiligen Leonhard.
Mehrere Grabdenkmäler sind in der Kapelle erhalten. Das aus Kalkstein errichtete Grabdenkmal für Margret Stadlerin von Duetenstein († 1614), der Frau des Pflegers Johann Neidlinger, stellt im Flachrelief die Verstorbene kniend vor einem Kruzifix dar. Vor ihren Füßen ist ein Wickelkind dargestellt. Umgeben ist die Darstellung von einer Ädikula mit dorisierenden Pilastern mit gesprengtem Giebel. Im unteren Bereich befindet sich eine konsolenartige Rollwerkkartusche die eine querovale Inschriftenkartusche enthält. Flankiert wird die Ädikula, außerhalb der Pilaster, von Rollwerk mit Engelsköpfen. Im Giebel sind Früchte mit Postament, sowie eine Allianzwappenkartusche zu sehen. Bezeichnet ist das Denkmal mit CS. Für die Ehefrau des Pflegers Michael Baylandts, Anna Maria Proyn († 1662), wurde eine quadratische rotmarmorne Inschriftenplatte errichtet. Ein weiteres Grabdenkmal findet sich für den letzten Prior des Dominikanerklosters und ersten Säkularpfarrer von Kircheim, Josef Vogt († 1836). Die Weißmarmorplatte enthält eine Inschrift. Die vorgenannten Grabdenkmäler befinden sich an der Nordwand der Kapelle. Gegenüberliegend, an der Südwand sind weitere Grabdenkmäler vorhanden. Aus Solnhofener Plattenkalk mit graviertem Rand und gotischer Inschrift ist das Denkmal für Joseph Hofmann, quiesc. Hochgräf. Fuggers. Rentrath († 1839) gefertigt. Eine kleine quadratische Platte, ebenfalls aus Solnhofener Plattenkalk, trägt die Inschrift: SEPULTURA / FRATRUM / PRAEDICATORUM / ANNO 1805. Aus dem 17. oder 18. Jahrhundert stammt das Fragment einer rechteckigen Platte im Boden. Es trägt eine Minuskelinschrift.